# 1192 Prisma
1192 Prisma је астероид главног астероидног појаса чија средња удаљеност од Сунца износи 2,366 астрономских јединица (АЈ).
Апсолутна магнитуда астероида је 12,92 а геометријски албедо 0,057.